# Quanera Hayes
Quanera Hayes (ur. 7 marca 1992 w Dillon) – amerykańska lekkoatletka specjalizująca się w biegach sprinterskich.
Podczas mistrzostw krajowych w 2015 roku w Eugene w biegu na 400 metrów dwukrotnie poprawiała rekord życiowy, schodząc do czasu poniżej 51 sekund, w swojej koronnej konkurencji zajmując 5. pozycję.
Na początku 2016 roku została w Portland brązową medalistką halowych mistrzostw świata w biegu na 400 metrów, a wraz z koleżankami z reprezentacji sięgnęła po złoto w sztafecie 4 × 400 metrów, czyniąc podobnie rok później na mistrzostwach świata w Londynie, zdobywając złoto w sztafecie 4 × 400 metrów, a także odpadła w półfinale biegu na 400 metrów.
Złota medalistka IAAF World Relays (2017) w biegu rozstawnym 4 × 400 metrów.
Złota medalistka mistrzostw Stanów Zjednoczonych.

## Osiągnięcia
| Rok  | Impreza                   | Miejsce    | Konkurencja             | Pozycja    | Wynik           |
| ---- | ------------------------- | ---------- | ----------------------- | ---------- | --------------- |
| 2016 | Halowe mistrzostwa świata | Portland   | bieg na 400 metrów      | 3. miejsce | 51,76           |
| 2016 | Halowe mistrzostwa świata | Portland   | sztafeta 4 × 400 metrów | 1. miejsce | 3:26,38         |
| 2017 | IAAF World Relays         | Nassau     | sztafeta 4 × 400 metrów | 1. miejsce | 3:24,36         |
| 2017 | Mistrzostwa świata        | Londyn     | bieg na 400 metrów      | półfinał   | 50,71           |
| 2017 | Mistrzostwa świata        | Londyn     | sztafeta 4 × 400 metrów | 1. miejsce | 3:19,02         |
| 2018 | Halowe mistrzostwa świata | Birmingham | sztafeta 4 × 400 metrów | 1. miejsce | 3:23,85         |
| 2021 | Igrzyska olimpijskie      | Tokio      | bieg na 400 metrów      | 7. miejsce | 50,88           |
| 2023 | Mistrzostwa świata        | Budapeszt  | sztafeta 4 × 400 metrów | eliminacje | DQ              |
| 2024 | Halowe mistrzostwa świata | Glasgow    | sztafeta 4 × 400 metrów | 2. miejsce | 3:25,34         |
| 2024 | World Athletics Relays    | Nassau     | sztafeta 4 × 400 metrów | 1. miejsce | 3:21,70         |
| 2024 | Igrzyska olimpijskie      | Paryż      | sztafeta 4 × 400 metrów | 1. miejsce | 3:15,27 (elim.) |
| 2025 | Halowe mistrzostwa świata | Nankin     | sztafeta 4 × 400 metrów | 1. miejsce | 3:27,45         |

## Rekordy życiowe
- bieg na 60 metrów (hala) – 7,34 (2017)
- bieg na 100 metrów (stadion) – 11,27 (2016)
- bieg na 200 metrów (stadion) – 22,55 (2017)
- bieg na 200 metrów (hala) – 22,70 (2021)
- bieg na 400 metrów (stadion) – 49,72 (2017)
- bieg na 400 metrów (hala) – 51,09 (2016)